# Saché
Saché è un comune francese di 1 273 abitanti situato nel dipartimento dell'Indre e Loira nella regione del Centro-Valle della Loira.
Vi fu sepolta la pittrice Jacqueline Lamba (1910-1993).

## Società

### Evoluzione demografica
Abitanti censiti